# Torremocha de Jarama
Torremocha de Jarama és un municipi del Nord-est de la Comunitat de Madrid. El municipi és travessat pel riu Jarama i el rierol San Román.